# Concordia-Klasse
Die Concordia-Klasse ist eine Baureihe von Post-Panamax-Kreuzfahrtschiffen des amerikanischen Reisekonzerns Carnival Corporation & plc, die ursprünglich für die italienische Tochtergesellschaft Costa Crociere entwickelt wurde. Sie geht auf den Entwurf der Destiny-Klasse aus dem Jahr 1996 zurück und war bei Indienststellung des Typschiffs Costa Concordia die größte Bauklasse des Unternehmens.
In technischer Hinsicht basiert die Concordia-Klasse auf einer Modifikation der ab dem Jahr 2004 modernisierten Conquest-Klasse. Im Vergleich zu dieser Baureihe wurde der Spa- und Wellness-Bereich jedoch auf ein komplettes Deck erweitert.
Die Splendor-Klasse nimmt innerhalb des Carnival-Konzerns eine Sonderstellung ein. Sie ist nahezu identisch mit der Concordia-Klasse; für das Tochterunternehmen Carnival Cruise Lines wurde jedoch nur ein Schiff – die Carnival Splendor – gebaut und in Dienst gestellt, das von der Reederei als eigenständige Klasse innerhalb der Flotte geführt und vermarktet wird. Sie ähnelt mehr den beiden neuesten Schiffen Costa Favolosa und Costa Fascinosa als den zuvor gebauten Schiffen Costa Serena und Costa Pacifica.

## Maschinenanlage und Antrieb
Bei den dieselelektrischen Maschinenanlagen der Concordia-Klasse kommen sechs V-12-Zylinder-Motoren des Typs Wärtsilä 46 zum Einsatz. Jeder Motor ist gut zehn Meter lang, etwa sechs Meter hoch und hat eine Masse von knapp 170 Tonnen. Die Motoren haben vier Ventile pro Zylinder und sind mit Common-Rail-Einspritzung sowie jeweils zwei Turboladern ausgerüstet. Sie entwickeln bei einer Drehzahl von 514/min eine Zylinderleistung von 1.050 kW (ca. 1.430 PS) und treiben jeweils einen Drehstromgenerator mit einer elektrischen Leistung von 14.000 kVA an. Diese Generatorensätze sind auf schwimmend gelagerten Fundamenten montiert und versorgen das gesamte Schiff mit elektrischer Energie. Mit Hilfe der Abgaswärme wird in speziellen Kesseln Wasserdampf erzeugt, der unter anderem für die Trinkwasseraufbereitung an Bord genutzt wird. Darüber hinaus sind mehrere Zusatz- und Notstromgeneratoren installiert. Die Costa Pacifica, die Costa Favolosa und die Costa Fascinosa sind mit einem Landstromversorgungssystem ausgestattet, das während eines Hafenaufenthaltes die Versorgung mit elektrischer Energie übernimmt.
Bei der konventionell ausgeführten Antriebsanlage wirken Drehstrom-Synchronmaschinen (Converteam „Synchro-Drive“) über Wellenanlagen direkt auf die beiden Festpropeller. Die Propellermotoren laufen mit einer Drehzahl von bis zu 146/min und entwickeln eine Leistung von jeweils 21 MW.
Die Schiffe werden bei normaler Fahrt über konventionelle Balanceruder manövriert, die bei niedrigen Geschwindigkeiten und beim Anlegen von je drei Querstrahlanlagen im Bug und im Heck unterstützt werden.

## Übersicht
| Name              | Baunummer | IMO     | Ablieferung | Vermessung  | Eigner               | Status/Verbleib                                                                         |
| ----------------- | --------- | ------- | ----------- | ----------- | -------------------- | --------------------------------------------------------------------------------------- |
| Costa Concordia   | 6122      | 9320544 | Juni 2006   | 114.147 BRZ | Costa Crociere       | Typschiff, am 13. Januar 2012 vor Giglio auf Grund gelaufen und gekentert, verschrottet |
| Costa Serena      | 6130      | 9343132 | Mai 2007    | 114.147 BRZ | Costa Crociere       | 2 Typschiff, in Dienst                                                                  |
| Carnival Splendor | 6135      | 9333163 | Juni 2008   | 113.323 BRZ | Carnival Cruise Line | Typschiff, in Dienst                                                                    |
| Costa Pacifica    | 6148      | 9378498 | Mai 2009    | 114.288 BRZ | Costa Crociere       | in Dienst                                                                               |
| Costa Favolosa    | 6188      | 9479852 | Juni 2011   | 113.216 BRZ | Costa Crociere       | in Dienst                                                                               |
| Costa Fascinosa   | 6189      | 9479864 | Mai 2012    | 113.216 BRZ | Costa Crociere       | in Dienst                                                                               |

## Galerie

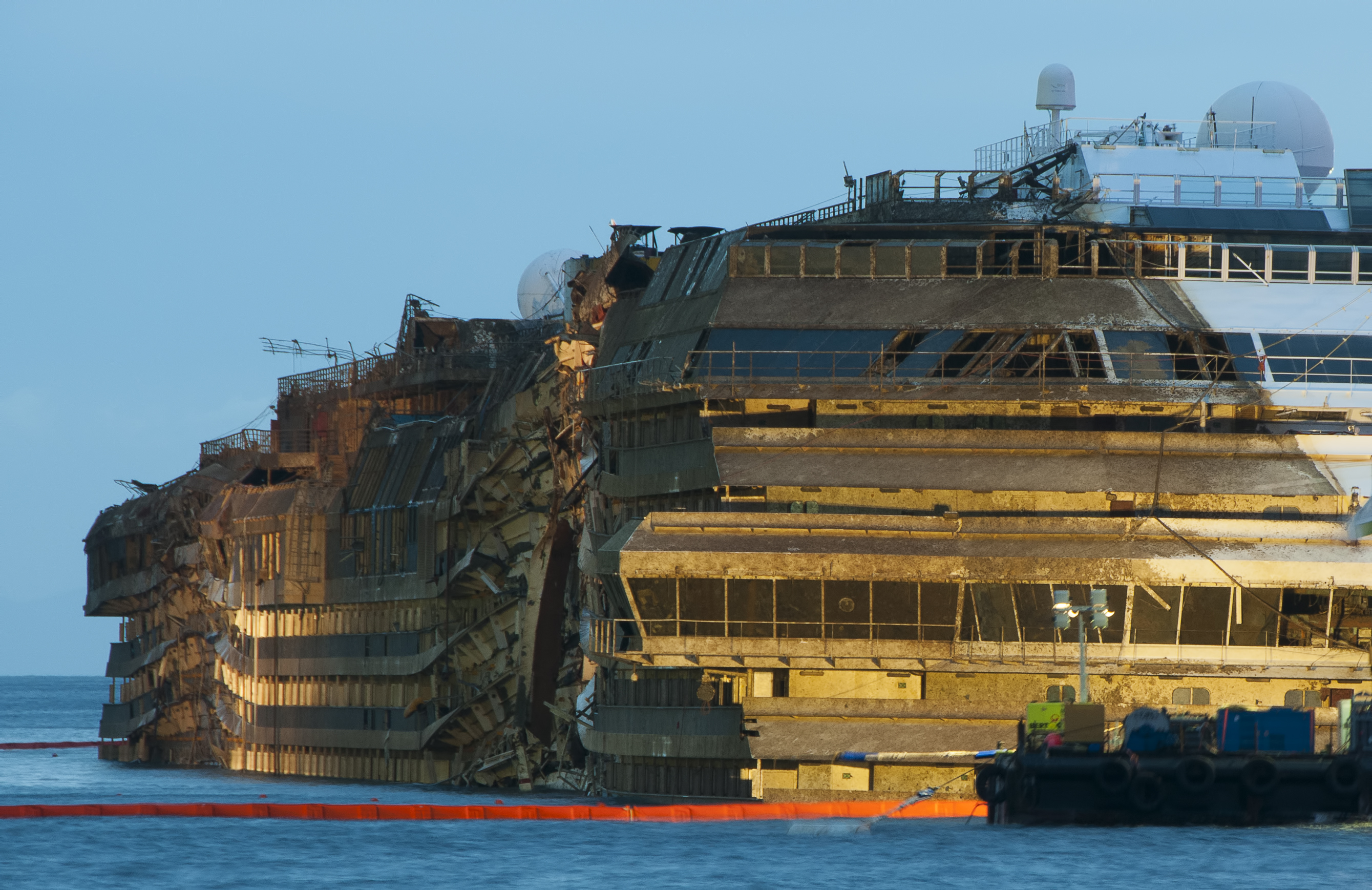
Das Wrack der Costa Concordia
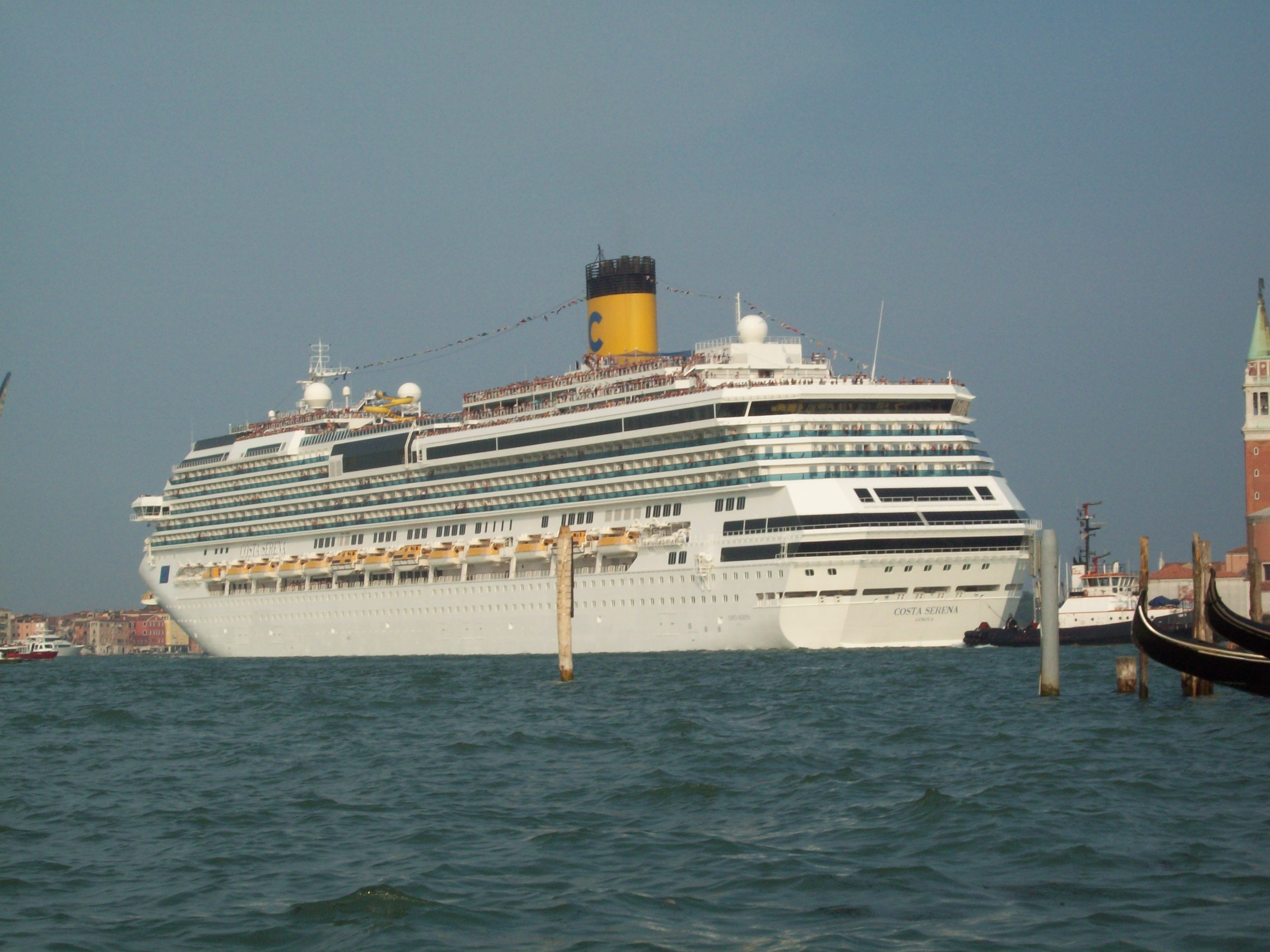
Costa Serena
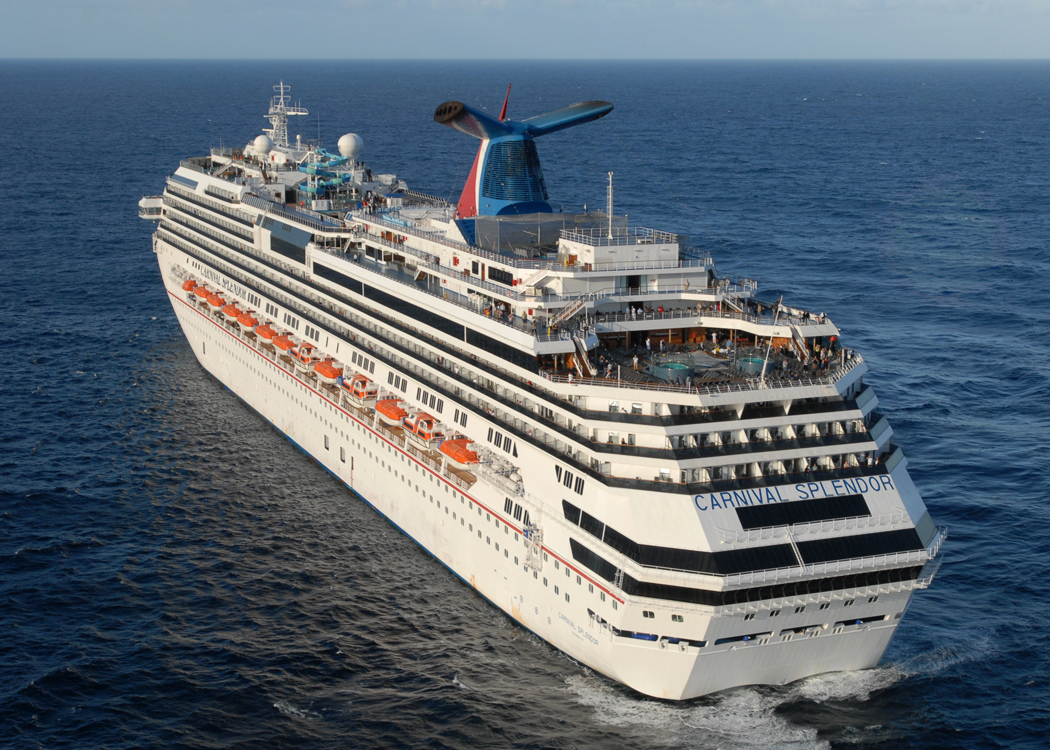
Carnival Splendor
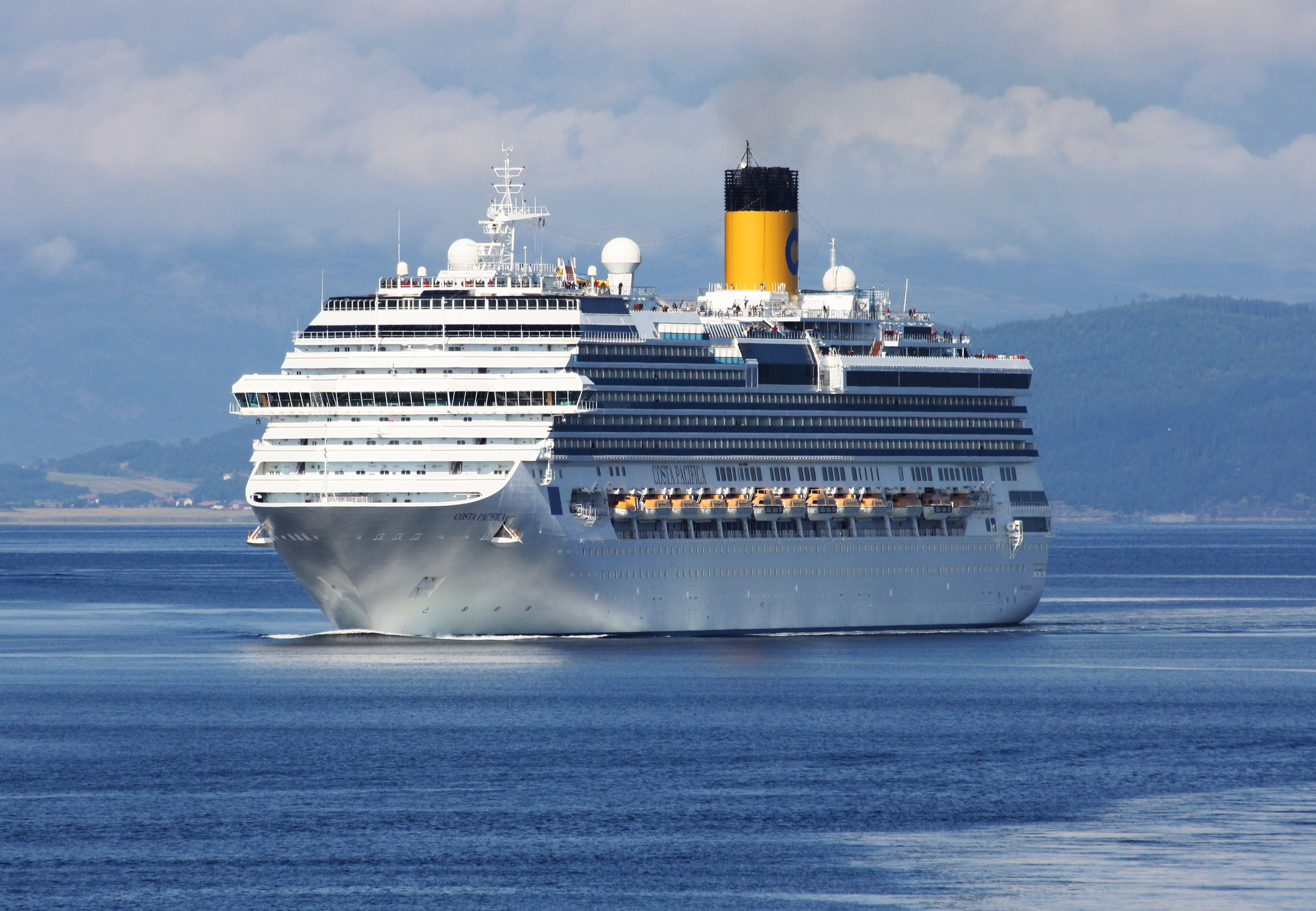
Costa Pacifica
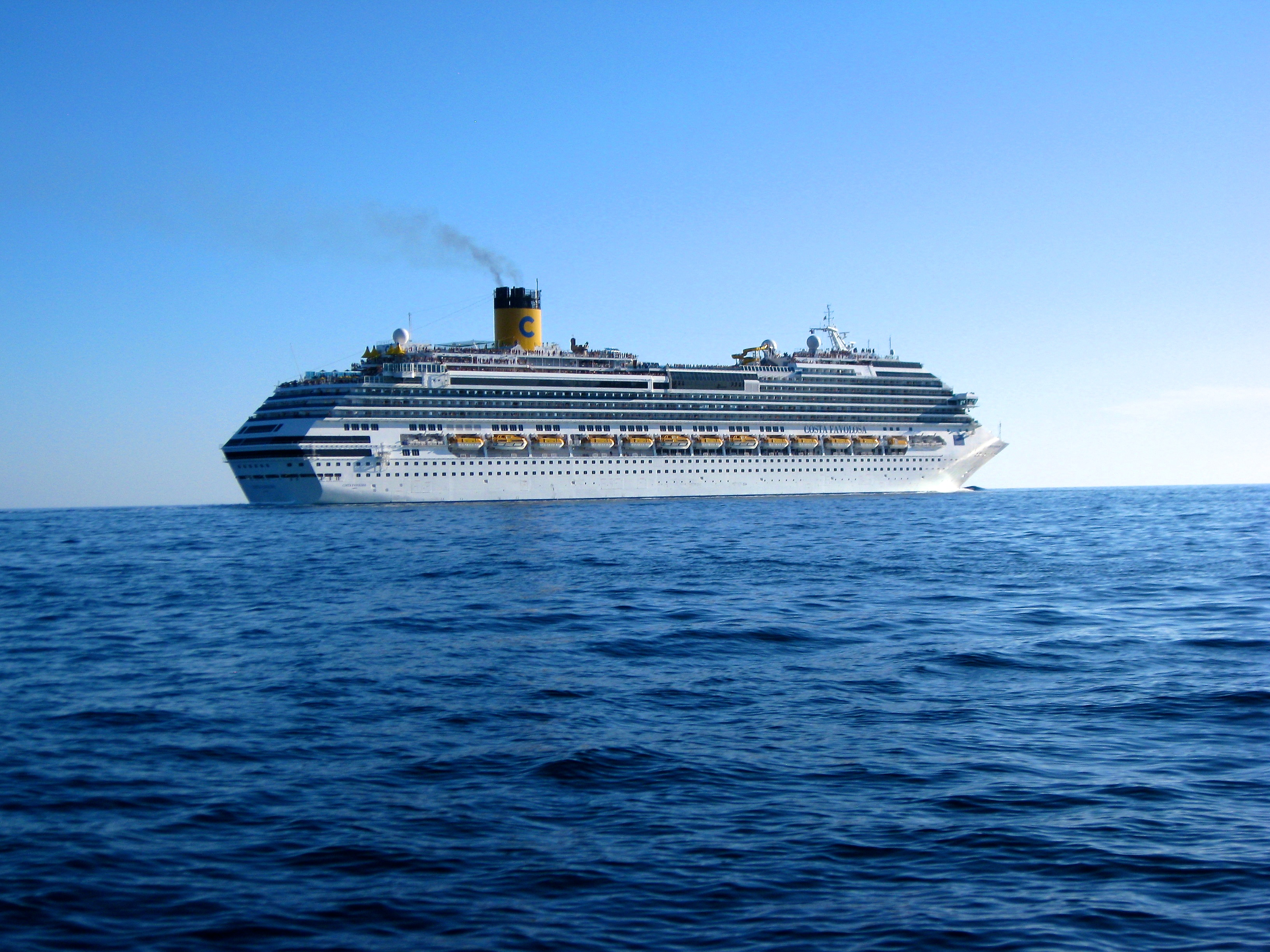
Costa Favolosa
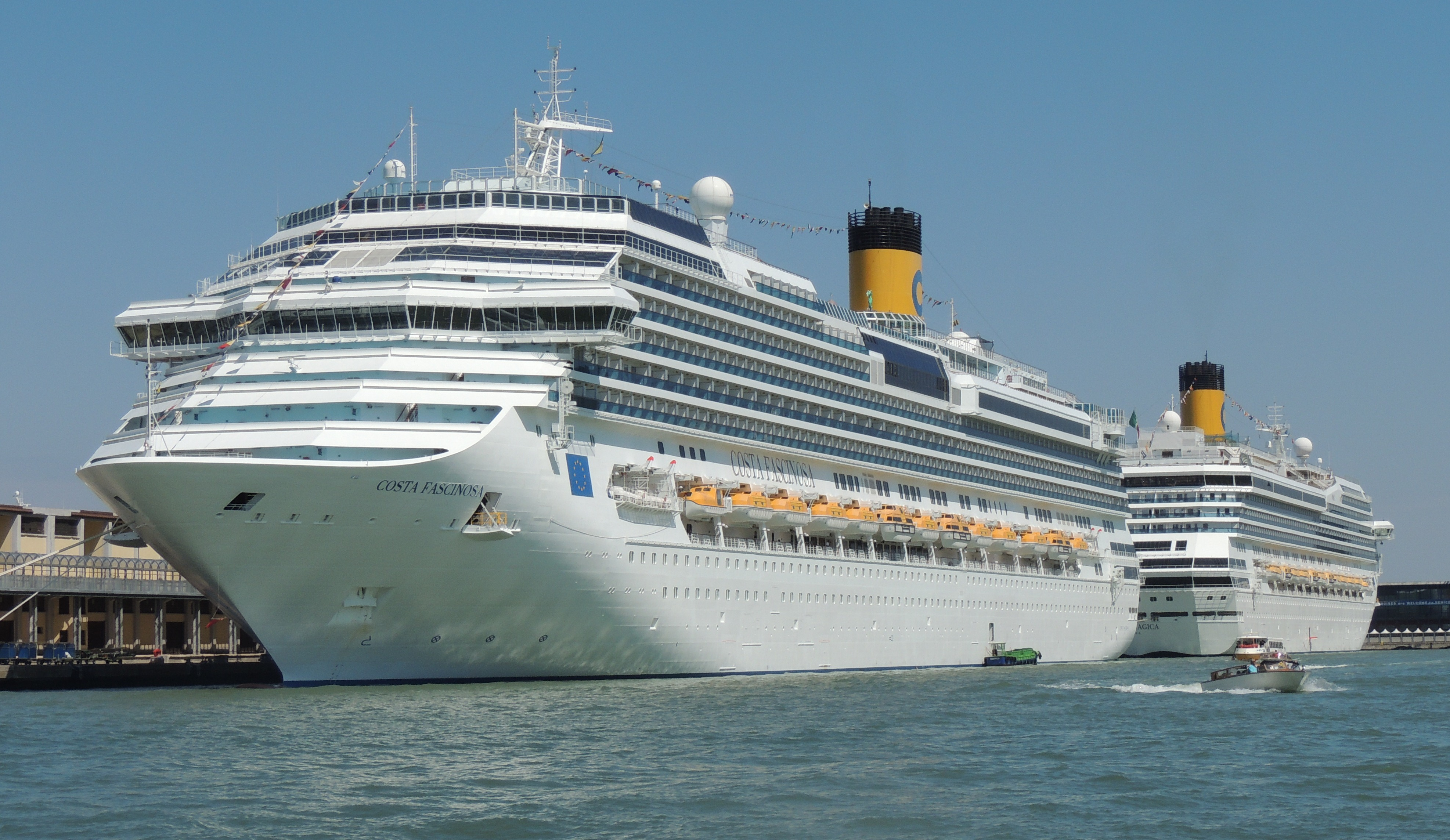
Costa Fascinosa